# ボルガを越えて
『ボルガを越えて』（ボルガをごえて）は、星川とみによる日本の漫画作品。
『なかよしデラックス』（講談社）にて1981年に連載された。ステンカ・ラージンの息子（架空の人物）である、ミハイルを主人公とする。

## 書誌情報
- ボルガを越えて、初版発行日1981年11月5日
  - 悪魔の安息日（なかよしデラックス、1980年）／さらばオアシスの灯よ（なかよしデラックス、1980年）